# 贾梅士广场

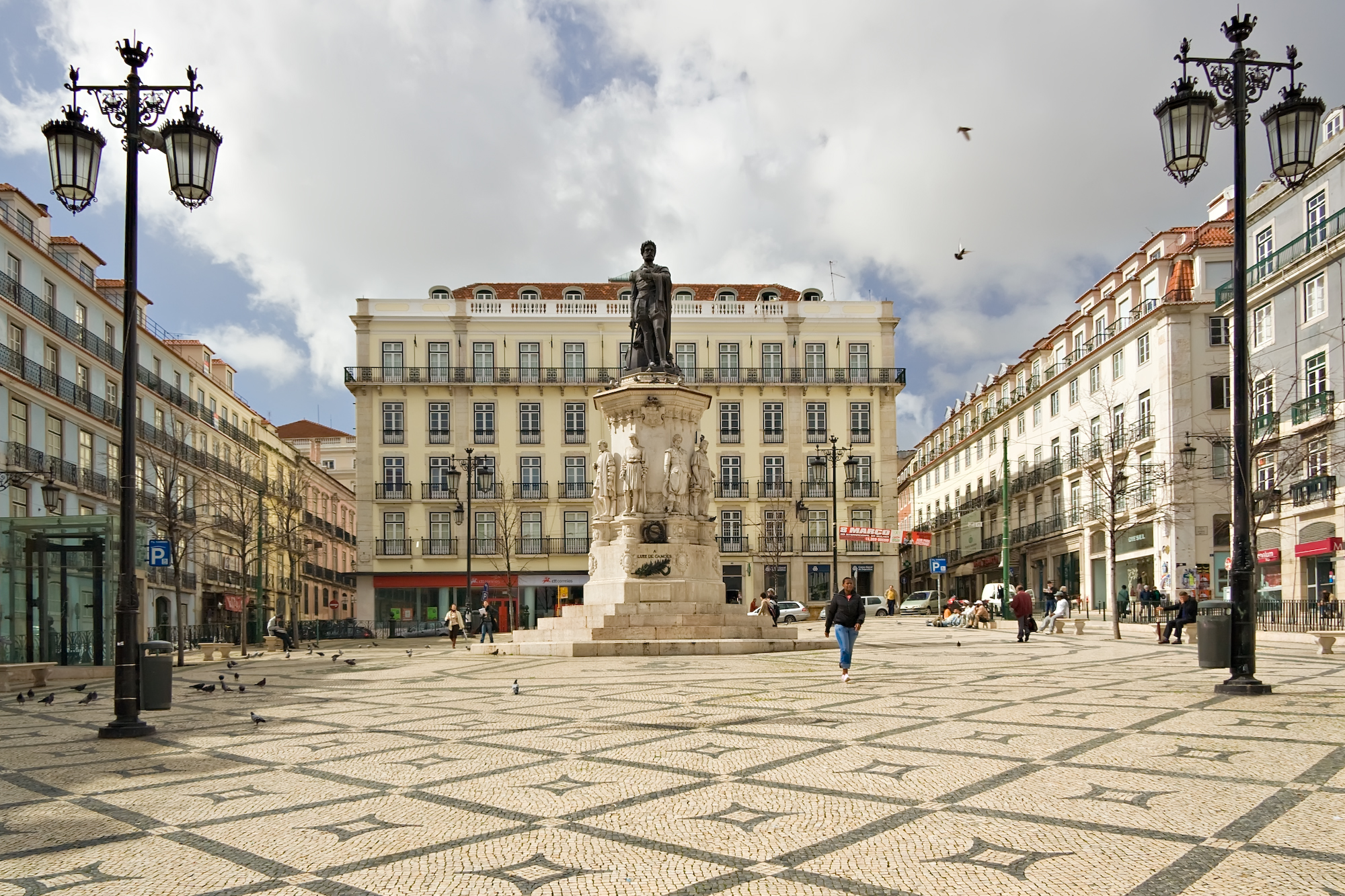
賈梅士廣場

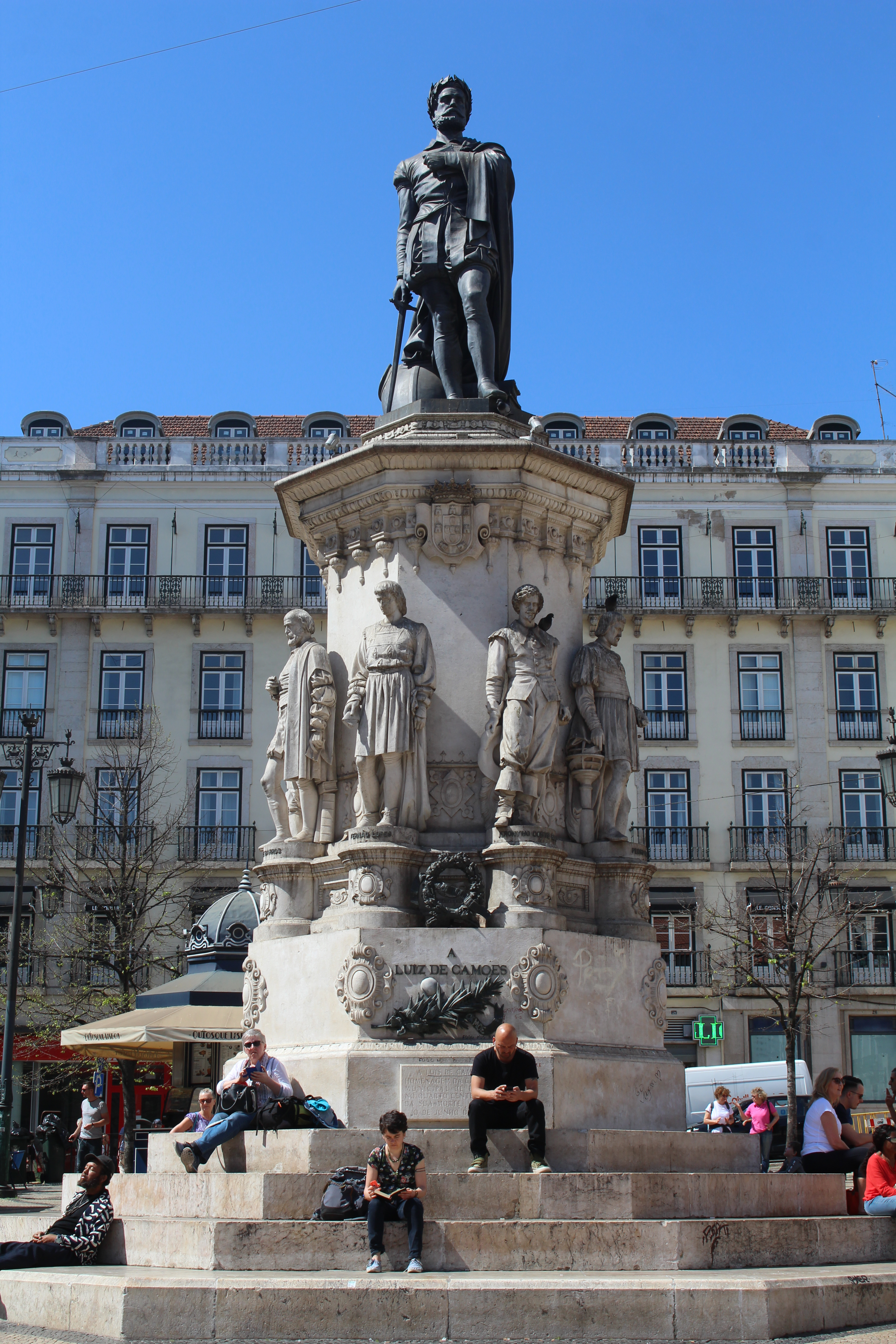
位處賈梅士廣場中央的路易·德·賈梅士紀念像

贾梅士广场（Praça Luís de Camões）是里斯本的一个广场，位于里斯本上城，显圣容堂区（Encarnação）。1860年命名。在此交汇的道路包括迷迭香街（Rua do Alecrim）、怜悯街（Rua da Misericórdia）、洛雷托街（Rua do Loreto）、干花园街（Rua da Horta Seca）、弗洛雷斯街（Rua das Flores）。
广场上有诗人路易·德·賈梅士的紀念像，以及巴西领事馆。